# Dreischneider
Dreischneider sind die Vorläufer der heutigen Dreimesserschneidemaschinen. Sie enthalten im Gegensatz zu diesen nur ein Messer. Der Buchblock wird nach jedem Schnitt auf einer Drehscheibe um 90° gedreht. Fälschlicherweise wird der Begriff Dreischneider heute für die o. g. Dreimesserschneidemaschinen verwendet.